# لي جين آه
لي جين آه (بالكورية: 이진아)‏ هي مغنية وكاتبة أغاني وعازفة بيانو كورية جنوبية، ولدت يوم 16 مارس 1991 في غوانغو في كوريا الجنوبية.

## روابط خارجية
- Lee Jin-ah على موقع ميوزك برينز (الإنجليزية)